# Exploding Head Syndrome
Das Exploding Head Syndrome (EHS) ist ein Zustand, bei dem eine Person beim Einschlafen oder Aufwachen laute Geräusche hört und/oder ein explosives Gefühl hat. Neben Lärm berichten einige Leute von Angst und Lichtblitzen. Es wurde als Parasomnie im International Classification of Sleep Disorders von 2005 klassifiziert und ist eine außergewöhnliche Art einer akustischen Halluzination, da sie ausschließlich bei Menschen auftritt, die nicht ganz wach sind.
Weder die Ursache noch der Mechanismus des Exploding Head Syndrome ist bekannt.  Bislang gibt es auch keine statistische Aussage zur Prävalenz zum EHS. Eine Studie hat gezeigt, dass EHS bei jungen Menschen sehr häufig vorkommt. Fast ein Fünftel der befragten Probanden gab an, mindestens einmal an EHS gelitten zu haben. Es war für manche so schlimm, dass es ihr Leben erheblich beeinträchtigt. Die Studie ergab zusätzlich, dass fast ein Drittel der Personen, die an EHS litten, auch unabhängig vom EHS eine Schlaflähmung erlitten.
Bislang gab es noch keine Studie, die eine erfolgreiche Therapie untersuchte. Es wurden bisher wenige Fallberichte veröffentlicht, bei denen eine Therapie an einer kleinen Anzahl von Menschen mit Clomipramin, Flunarizin, Nifedipin, Topiramat, Carbamazepin, Ritalin und/oder Erziehung und Beruhigung durchgeführt wurde.
Als Erster beschrieb Silas Weir Mitchell 1876 das Exploding Head Syndrom. Dieser Begriff wurde jedoch erst 1920 vom walisischen Arzt und Psychiater Robert Armstrong-Jones eingeführt. Die erste detaillierte Beschreibung erfolgte 1989 durch John M. S. Pearce.